# Міжнародна асоціація анімаційного кіно
Міжнародна асоціація анімаційного кіно (фр. Association International du Film d'Animation) або АСІФА — міжнародна неприбуткова організація, заснована 1960 року в місті Ансі, Франція такими найвідомішими художниками-аніматорами того часу, як канадський аніматор Норман Макларен. Зараз Асоціація нараховує більше 30 філій в багатьох країнах світу.
Керівництво АСІФА складається з професіоналів анімації зі всього світу, які регулярно зустрічаються на фестивалях анімаційних фільмів, що їх спонсує АСІФА. Найвідомішими є такі фестивалі: Міжнародний фестиваль анімаційних фільмів в Ансі у Франції, Міжнародний анімаційний фестиваль в Оттаві у Канаді, Міжнародний анімаційний фестиваль у Хіросімі в Японії та Всесвітній фестиваль анімаційних фільмів у Заґребі у Хорватії.
В Україні також існує представництво АСІФА під керівництвом Євгена Сивоконя, але нараховує менше 10 членів.

## Філії АСІФА
- Австралія
- Англія
- Аргентина
- Боснія і Герцеґовина
- Єгипет
- Ізраїль
- Індія
- Іран
- Канада
- Німеччина
- США — Голлівуд
- США — Схід
- США — Центр
- Франція
- Швейцарія
- Японія